# Olibani
Olibani es un despoblado que actualmente forma parte del concejo de Arreo, del municipio de Ribera Alta y del concejo de Turiso, del municipio de Lantarón, en la provincia de Álava, País Vasco (España).

## Historia
Documentado desde 1025, se decía que estaba situado entre Molinilla y Paúl.